# (272) Antonia
(272) Antonia ist ein Asteroid des mittleren Hauptgürtels, der am 4. Februar 1888 vom französischen Astronomen Auguste Charlois am Observatoire de Nice entdeckt wurde.
Es ist kein Bezug dieses Namens zu einer Person oder einem Ereignis bekannt.

## Wissenschaftliche Auswertung
Aus Ergebnissen der IRAS Minor Planet Survey (IMPS) wurden 1992 Angaben zu Durchmesser und Albedo für zahlreiche Asteroiden abgeleitet, darunter auch (272) Antonia, für die damals Werte von 25,4 km bzw. 0,14 erhalten wurden. Eine Auswertung von Beobachtungen durch das Projekt NEOWISE im nahen Infrarot führte 2011 zu vorläufigen Werten für den Durchmesser und die Albedo im sichtbaren Bereich von 27,3 km bzw. 0,13. Nachdem die Werte nach neuen Messungen mit NEOWISE 2012 auf 24,0 km bzw. 0,18 geändert worden waren, wurden sie 2014 auf 26,9 km bzw. 0,13 korrigiert.
Photometrische Messungen des Asteroiden fanden erstmals statt vom 26. Dezember 2007 bis 22. Januar 2008 am Organ Mesa Observatory in New Mexico. Aus der während fünf Nächten aufgezeichneten Lichtkurve wurde eine Rotationsperiode von 3,8548 h bestimmt.
Eine Auswertung von archivierten Lichtkurven des United States Naval Observatory, der Catalina Sky Survey und der Mount Lemmon Survey ermöglichte 2011 erstmals die Berechnung eines dreidimensionalen Gestaltmodells für eine Position der Rotationsachse mit retrograder Rotation sowie einer Periode von 3,85480 h. Ebenfalls aus den archivierten photometrischen Daten des United States Naval Observatory und der Catalina Sky Survey in Arizona wurde dann in einer Untersuchung von 2013 wieder ein Gestaltmodell des Asteroiden für eine Rotationsachse mit retrograder Rotation und einer Periode von 3,85480 h bestimmt.
Zwischen 2012 und 2018 wurden mit der All-Sky Automated Survey for Supernovae (ASAS-SN) auch photometrische Daten von 20.000 Asteroiden aufgezeichnet. Auf mehr als 5000 davon konnte erfolgreich die Methode der konvexen Inversion angewendet werden, darunter auch (272) Antonia, für die in einer Untersuchung von 2021 ein verbessertes dreidimensionales Gestaltmodell für zwei alternative Rotationsachsen mit retrograder Rotation und einer Periode von 3,85480 h berechnet wurde.
Vom 13. bis 28. Januar 2022 erfolgte durch photometrische Beobachtungen einer Beobachtergruppe aus Spanien noch eine Bestimmung der Rotationsperiode zu 3,854 h. Aus archivierten Daten des Asteroid Terrestrial-impact Last Alert System (ATLAS) aus dem Zeitraum 2015 bis 2018 konnte in einer Untersuchung von 2022 mit der Methode der konvexen Inversion eine Rotationsperiode von 3,85479 h bestimmt werden.